# Luitgard
Luitgard ist ein deutscher weiblicher Vorname.

## Herkunft
Der Name stammt aus dem Althochdeutschen und setzt sich zusammen aus liut / luit „Leute“, und gard „Schutz“.

## Namenstag
Der Namenstag ist der 16. Oktober.

## Varianten
- Luitgart, Luitgardt, Lutgard, Lutgaarde, Lutgart, Liutgard, Liutgart, Liudgard

## Bekannte Namensträgerinnen
- die selige Luitgard von Wittichen, Mystikerin und Gründerin des Klosters Wittichen

weitere historische Namensträgerinnen:
- Liutgard († 4. Juni 800), letzte der fünf Gattinnen Karls des Großen
- Liutgard (931–953), die Tochter aus der ersten Ehe von Kaiser Otto I. mit Egditha und ab 947 Ehefrau von Konrad von Lothringen
- Liutgart († 962), die Tochter von Graf Arnulf I. von Flandern und Gattin des Grafen Wichmann von Hamaland
- Liutgart (Elten) († vor 996 durch Gift), deren Tochter und erste Äbtissin des Stifts Elten
- Luitgart († nach 1150), Tochter des Zollern Friedrich I., Nonne in Zwiefalten; siehe Stammliste der Hohenzollern
- Liutgart von Beutelsbach, Wohltäterin des Klosters Hirsau und Stammmutter der Grafen von Württemberg
- Liutgard von Sachsen (* um 845; † 885), Gemahlin des ostfränkischen Königs Ludwig III.
- Liutgard von Vermandois (* vor 925; † 14. November nach 977), Karolingerin, Ehefrau von Wilhelm I. von Rouen und Theobald I. von Blois
- Luitgard von Schwaben († 1146), Tochter von Friedrich II. (Schwaben) und Agnes von Saarbrücken, heiratete 1119 Konrad I. (Meißen)
- Lutgard von Tongern (Luitgard von Tonger(e)n OCist; 1182–1246), flämische Mystikerin
- Liutgart von Tübingen, Gemahlin des Burkhard V. († 1318), Graf zu Nagold-Wildberg (Haus Hohenberg)
- Luitgard von Tübingen (* um 1240; † 1309), Pfalzgräfin von Tübingen
- Liutgard von Zähringen (Tochter Bertholds I.) (* um 1047; † 9. August um 1119), Gattin des Diepold II. von Vohburg, Markgräfin von Cham-Vohburg
- Liutgard von Zähringen (Tochter Bertholds II.) (* um 1090; † 25. März vor 1131), Gattin von Gottfried von Calw, Gräfin von Calw und  Pfalzgräfin bei Rhein

weitere Namensträgerinnen:
- Luitgard Brem-Gräser (1919–2013), deutsche Psychologin
- Luitgard Camerer (1938–2022), deutsche Bibliothekarin
- Luitgard Himmelheber (1874–1959), Frauenrechtlerin und Politikerin
- Luitgard Im (1930–1997), deutsche Theater- und Filmschauspielerin
- Luitgard Schneider (1893–1972), deutsche Ärztin und Politikerin